# Pogonosoma funebris
Pogonosoma funebris là một loài ruồi trong họ Asilidae. Pogonosoma funebris được Hermann miêu tả năm 1914. Loài này phân bố ở miền Ấn Độ - Mã Lai và Cổ Bắc giớil.